# إميليانو كامارغو
إميليانو كامارغو (بالإسبانية: Emiliano Camargo)‏ هو مبارز بالسيف كولومبي، (ولد في بوغوتا في كولومبيا 1917 – 2007 م).

## وصلات خارجية
- إميليانو كامارغو على موقع أوليمبيديا (الإنجليزية)